# Josef Hellmesberger (padre)

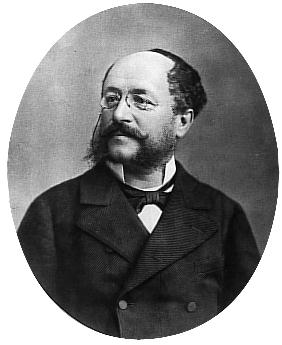
Josef Hellmesberger (padre).

Josef Hellmesberger (padre), fue un compositor, director y violinista austriaco nacido el 3 de noviembre de 1828, y fallecido el 24 de octubre de 1893.
Nacido en Viena, formó parte de una familia con arraigada tradición musical. Su padre, Georg Hellmesberger (1800-1873), fue quien le enseñó a tocar el violín en el Conservatorio de Viena. También fue músico su hermano, Georg (1830-1852), y sus dos hijos, Josef (1855-1907), y Ferdinand (1863-1940).
En 1851, Hellmesberger accedió al Conservatorio de Viena como profesor, y llegó a dirigir conciertos del Gesellschaft der Musikfreunde, cuando finalmente fue nombrado director del Conservatorio, puesto que ocuparía hasta su fallecimiento en Viena.
En 1860 se convirtió en concertino de la Ópera de la Corte de Viena, ocupando otras posiciones similares en el entorno musical de Viena.
Fundó el Hellesberger Quartet en 1849. Su propio hijo, Josef, se unió como segundo violín, e incluso dirigió el cuarteto tras el fallecimiento de su padre.